# Boštjan Žekš
Boštjan Žekš [boštján žékš], slovenski fizik, nevrobiolog, akademik in politik, * 26. junij 1940, Ljubljana.
Diplomiral, magistriral in doktoriral je iz fizikalnih znanosti na Fakulteti za naravoslovje in tehnologijo v Ljubljani in 1977 postal docent, 1987 pa redni profesor za biofiziko na Medicinski fakulteti v Ljubljani. Deloval je tudi kot redni profesor za fiziko na Fakulteti za matematiko in fiziko Univerze v Ljubljani, znanstveni svetnik v Odseku za teoretično fiziko Instituta Jožef Stefan (od 1992 tudi predsednik upravnega odbora IJS) in bil od 1998 prvi predstojnik Politehnike (zdaj Univerza) v Novi Gorici. Leta 1987 je bil izvoljen za izrednega, 1991 pa za rednega člana Slovenske akademije znanosti in umetnosti, 1994-2002 je bil tajnik njenega razreda za matematične, fizikalne in kemijske vede in ji predsedoval od leta 2002 do konca drugega mandata 2008. Od novembra 2008 do 2011 je bil minister brez resorja, odgovoren za področje odnosov med RS in avtohtono narodno skupnostjo v sosednjih državah ter med RS in Slovenci po svetu. Aprila 2011 je Žekš začasno prevzel vodenje Službe Vlade Republike Slovenije za lokalno samoupravo in regionalno politiko, julija 2011 pa še Ministrstva za kulturo Republike Slovenije, s čimer je postal prvi minister v zgodovini samostojne Slovenije, ki je istočasno vodil tri vladne resorje. Od decembra 2017 je svetovalec predsednika republike v statusu nepoklicnega funkcionarja. 
Raziskovalna dela na področju teoretične fizike in biofizike je skupaj s sodelavci objavil v številnih mednarodnih strokovnih časopisih. Prispeval je več odmevnih del o strukturnih faznih prehodih v kristalih, o feroelektričnih kristalih z vodikovimi vezmi, o faznih prehodih v tekočih kristalih, o lastnostih feroelektričnih in antiferoelektričnih tekočih kristalov ter o elastičnih lastnostih bioloških in modelnih, fosfolipidnih membran in o prenosu skoznje. Skupaj s sodelavci je prispeval k boljšemu razumevanju statičnih in dinamičnih lastnosti feroelektričnih kristalov z vodikovimi vezmi, uvedel teoretski model za popis feroelektričnih in antiferoelektričnih tekočih kristalov in pojasnil fizikalne vzroke za različne oblike rdečih krvnih celic in za obnašanje rdečih krvnih celic v različnih fizikalnih in kemijskih pogojih ter pod vplivom različnih sil. Z Robertom Blincem je soavtor monografije Soft Modes in Ferroelectrics and Antiferroelectrics, ki je izšla 1974 pri založbi North Holland v Amsterdamu in bila kasneje dopolnjena ter prevedena v ruščino in kitajščino. Skupaj z Igorjem Muševičem in Robertom Blincem pa je avtor monografije The Physics of Ferroelectric and Antiferroelectric Liquid Crystals, ki je izšla pri založbi World Scientific leta 2000. Med drugim je sodeloval na številnih mednarodnih in evropskih strokovnih srečanjih s področja feroelektrikov, tekočih kristalov ter biofizike. 
V letih 1972/73 je bil kot štipendist Humboldtove ustanove na strokovnem izpopolnjevanju na univerzi v Frankfurtu v Maini v Nemčiji, v letih 1973-75 in 1980 pa je delal na univerzi v Recifeju v Braziliji. Kasneje je bil na daljših strokovnih obiskih na oddelkih za fiziko na univerzah v Saarbrücknu in Münchnu v Nemčiji, v Colchestru v Angliji, v Amiensu in v Montpellieru v Franciji ter v Uedi in Tokiu na Japonskem.

## Priznanja
Žekš je prejel nagrado Sklada Borisa Kidriča (1980), Kidričevo nagrado (1988, skupaj z Adrijanom Levstikom) in nagrado Republike Slovenije za znanstvenoraziskovalno delo (1993, skupaj s Sašo Svetino). Leta 2011 ga je Znanstvenoraziskovalni center Slovenske kademije znanosti in umetnosti proglasil za častnega člana ZRC SAZU, Univerza v Novi Gorici pa 2017 naziv zaslužnega profesorja.
Leta 2018 je prejel Zoisovo nagrado za življenjsko delo na področju teoretične fizike, 2020 pa tudi državno odlikovanje Zlati red za zasluge Republike Slovenije.